# Nature morte à la cruche blanche et aux petites poires
La Nature morte à la cruche blanche et aux petites poires est une huile sur toile (47 x 34 cm) de Luis Meléndez daté de 1760 et conservée au Musée du Prado de Madrid.

## Description
Cette nature morte est l'une des premières à être datée de Meléndez. Il dispose sur une table de bois objets et ustensiles de manière géométrique. Une grande cruche blanche à deux anses occupe la plus grande partie du tableau en hauteur. Il s'agit d'une cruche à eau à quatre becs, ou alcarraza, issue des ateliers de poterie d'Andujar dont les qualités ont notamment été vantées par Antonio Ponz dans son Voyage en Espagne (1772-1794). Juste derrière la cruche, une terrine rustique en céramique brune d'Alcorcón est fermée par un couvercle de métal à anse dont dépasse une cuillère de bois. Au fond de la scène, se dresse un haut récipient de verre contenant du vin rouge. Le premier plan de la nature morte est occupé par une grande poignée de petites poires rondes de Saint Jean, cueillies fin juin.
Une grosse miche ronde de pain irradie d'une lumière blonde à côté de la cruche.

## Expositions
Ce tableau a été présenté au public à l'exposition Luis Meléndez de Madrid (1982-1983, n° 2) et à l'exposition Pintura española de bodegones y floreros de Madrid (1983-1984, n° 146), puis à Paris à l'exposition Cinq siècles d'art espagnol au Musée du Petit Palais du 10 octobre 1987 au 3 janvier 1988.